# Diges
Diges – miejscowość i gmina we Francji, w regionie Burgundia-Franche-Comté, w departamencie Yonne.
Według danych na rok 1990 gminę zamieszkiwało 956 osób, a gęstość zaludnienia wynosiła 27 osób/km² (wśród 2044 gmin Burgundii Diges plasuje się na 243. miejscu pod względem liczby ludności, natomiast pod względem powierzchni na miejscu 108.).